# Korczowiska
Korczowiska is een plaats in het Poolse district  Kolbuszowski, woiwodschap Subkarpaten. De plaats maakt deel uit van de gemeente Raniżów en telt 360 inwoners.